# Дальня Зелена
Дальня Зелена (рос. Дальняя Зеленая) — присілок в Коноському районі Архангельської області Російської Федерації.
Населення становить 41 особу. Входить до складу муніципального утворення селище Мирний.

## Історія
Від 2004 року входить до складу муніципального утворення селище Мирний.

## Населення
| 2002 | 2010 | 2012 |
| ---- | ---- | ---- |
| 65   | ↘45  | ↘41  |